# ألواح موسى
ألواح موسى هي ألواح الشريعة، تضمنت وصايا كتبها الله للنبي موسى، بينما كان بنو إسرائيل ينتظرون عودته في «وادي الراحة» 40 يوماً، وليس في «وادِ طوى» كما هو الشائع. وقيل إن هذه الألواح كانت من زمرد، وقيل: من ياقوت، وقيل: من برد. وورد في التوراة أن الرب سلّم لموسى الوصايا العشر المكتوبة على لوحي الحجارة «بأصبع الله نفسه». ولا شك أن الألواح من المعتقدات الدينية عند اليهود والمسلمين، لورود ذكرها في التوراة والقرآن.

## الألواح في التوراة
ورد ذكر الألواح غير مرة في العهد القديم (التوراة)، لكن المقصود هنا ورودها في سفر الخروج، وتحديدا في الإصحاح الرابع والعشرين، ومما جاء فيه:
وقال الرب لموسى: اصعد إلي إلى الجبل، وكن هناك، فأعطيك لوحي الحجارة والشريعة والوصية التي كتبتها لتعليمهم (12)
"فقام موسى ويشوع خادمه. وصعد موسى إلى جبل الله، وأما الشيوخ فقال لهم: اجلسوا لنا ههنا حتى نرجع إليكم. وهوذا هارون وحور معكم. فمن كان صاحب دعوى فليتقدم إليهما.
فصعد موسى إلى الجبل، فغطى السحاب الجبل، وحل مجد الرب على جبل سيناء، وغطاه السحاب ستة أيام. وفي اليوم السابع دعي موسى من وسط السحاب، وكان منظر مجد الرب كنار آكلة على رأس الجبل أمام عيون بني إسرائيل. ودخل موسى في وسط السحاب وصعد إلى الجبل. وكان موسى في الجبل أربعين نهارا وأربعين ليلة" (من 13 إلى 18).

ويرد في الإصحاح الحادي والثلاثين أن الله أعطى موسى اللوحين بعدما قدم له الوصايا في الجبل:
ثم أعطى موسى عند فراغه من الكلام معه في جبل سيناء لوحي الشهادة: لوحي حجر مكتوبين بإصبع الله (18)
ويعود ذكر اللوحين في الإصحاح الثاني والثلاثين، بوضوح في الآيتين 15 و16:
15 - فانصرف موسى ونزل من الجبل ولوحا الشهادة في يده. لوحان مكتوبان على جانبيهما. من هنا ومن هنا كانا مكتوبين. 16 - واللوحان هما صنعة الله والكتابة كتابة الله منقوشة على اللوحين.
وترد بعد ذلك الآيات الآتية: "وسمع يشوع صوت الشعب في هتافه. فقال لموسى صوت قتال في المحلّة. فقال ليس صوت صياح النصرة ولا صوت صياح الكسرة. بل صوت غناء انا سامع. وكان عندما اقترب إلى المحلّة انه ابصر العجل والرقص. فحمي غضب موسى وطرح اللوحين من يديه وكسرهما في اسفل الجبل. ثم أخذ العجل الذي صنعوا واحرقه بالنار وطحنه حتى صار ناعما وذراه على وجه الماء وسقى بني إسرائيل. (17 - 20).

### أبرز ما جاء في الألواح
لعل أبرز ما تضمنته ألواح الشريعة هي الوصايا، وقد جاء أبرزها في الإصحاح العشرين من سفر الخروج من آية 1 إلى الآية 17، وهي:
1- ثم تكلم الله بجميع هذه الكلمات قائلا
2 أنا الرب إلهك الذي أخرجك من أرض مصر من بيت العبودية
3 لا يكن لك آلهة أخرى أمامي
4 لاتصنع لك تمثالا منحوتا، ولا صورة ما مما في السماء من فوق، وما في الأرض من تحت، وما في الماء من تحت الأرض
5 لا تسجد لهن ولا تعبدهن، لأني أنا الرب إلهك إله غيور، أفتقد ذنوب الآباء في الأبناء في الجيل الثالث والرابع من مبغضي
6 وأصنع إحسانا إلى ألوف من محبي وحافظي وصاياي
7 لا تنطق باسم الرب إلهك باطلا، لأن الرب لا يبرئ من نطق باسمه باطلا
8 اذكر يوم السبت لتقدسه
9 ستة أيام تعمل وتصنع جميع عملك
10 وأما اليوم السابع ففيه سبت للرب إلهك. لا تصنع عملا ما أنت وابنك وابنتك وعبدك وأمتك وبهيمتك ونزيلك الذي داخل أبوابك
11 لأن في ستة أيام صنع الرب السماء والأرض والبحر وكل ما فيها، واستراح في اليوم السابع. لذلك بارك الرب يوم السبت وقدسه
12 أكرم أباك وأمك لكي تطول أيامك على الأرض التي يعطيك الرب إلهك
13 لا تقتل
14 لا تزن
15 لا تسرق
16 لا تشهد على قريبك شهادة زور
17 لا تشته بيت قريبك. لا تشته امرأة قريبك، ولا عبده، ولا أمته، ولا ثوره، ولا حماره، ولا شيئا مما لقريبك.
ويختصر ذكر الوصايا الأساسية بعشر وصايا أمر بها الله الشعب:
1. أَنَا الرَّبُّ إِلهُكَ.. لاَ يَكُنْ لَكَ آلِهَةٌ أُخْرَى أَمَامِي.
2. لاَ تَصْنَعْ لَكَ تِمْثَالًا مَنْحُوتًا، وَلاَ صُورَةً مَا مِمَّا فِي السَّمَاءِ مِنْ فَوْقُ، وَمَا فِي الأَرْضِ مِنْ تَحْتُ، وَمَا فِي الْمَاءِ مِنْ تَحْتِ الأَرْضِ. لاَ تَسْجُدْ لَهُنَّ وَلاَ تَعْبُدْهُنَّ.
3. لاَ تَنْطِقْ بِاسْمِ الرَّبِّ إِلهِكَ بَاطِلًا.
4. اُذْكُرْ يَوْمَ السَّبْتِ لِتُقَدِّسَهُ.
5. أَكْرِمْ أَبَاكَ وَأُمَّكَ لِكَيْ تَطُولَ أَيَّامُكَ عَلَى الأَرْضِ الَّتِي يُعْطِيكَ الرَّبُّ إِلهُكَ.
6. لاَ تَقْتُلْ.
7. لاَ تَزْنِ.
8. لاَ تَسْرِقْ.
9. لاَ تَشْهَدْ عَلَى قَرِيبِكَ شَهَادَةَ زُورٍ.
10. لاَ تَشْتَهِ بَيْتَ قَرِيبِكَ. لاَ تَشْتَهِ امْرَأَةَ قَرِيبِكَ، وَلاَ عَبْدَهُ، وَلاَ أَمَتَهُ، وَلاَ ثَوْرَهُ، وَلاَ حِمَارَهُ، وَلاَ شَيْئًا مِمَّا لِقَرِيبِكَ.

## الألواح في القرآن الكريم
وردت كلمة الألواح (بالألف الممدودة) ثلاث مرات في القرآن الكريم، وكلها خاصة بألواح النبي موسى، لتبين انها ألواح منفصلة، وكل لوح مستقل بذاته، كما جاء في سورة الأعراف، قال تعالى:﴿وَكَتَبْنَا لَهُ فِي الْأَلْوَاحِ مِنْ كُلِّ شَيْءٍ مَوْعِظَةً وَتَفْصِيلًا لِكُلِّ شَيْءٍ فَخُذْهَا بِقُوَّةٍ وَأْمُرْ قَوْمَكَ يَأْخُذُوا بِأَحْسَنِهَا سَأُرِيكُمْ دَارَ الْفَاسِقِينَ ۝١٤٥﴾ [الأعراف:145]وقال الله تعالى:﴿وَلَمَّا رَجَعَ مُوسَى إِلَى قَوْمِهِ غَضْبَانَ أَسِفًا قَالَ بِئْسَمَا خَلَفْتُمُونِي مِنْ بَعْدِي أَعَجِلْتُمْ أَمْرَ رَبِّكُمْ وَأَلْقَى الْأَلْوَاحَ وَأَخَذَ بِرَأْسِ أَخِيهِ يَجُرُّهُ إِلَيْهِ قَالَ ابْنَ أُمَّ إِنَّ الْقَوْمَ اسْتَضْعَفُونِي وَكَادُوا يَقْتُلُونَنِي فَلَا تُشْمِتْ بِيَ الْأَعْدَاءَ وَلَا تَجْعَلْنِي مَعَ الْقَوْمِ الظَّالِمِينَ ۝١٥٠﴾وقال الله تعالى:﴿وَلَمَّا سَكَتَ عَنْ مُوسَى الْغَضَبُ أَخَذَ الْأَلْوَاحَ وَفِي نُسْخَتِهَا هُدًى وَرَحْمَةٌ لِلَّذِينَ هُمْ لِرَبِّهِمْ يَرْهَبُونَ ۝١٥٤﴾ [الأعراف:154] غير ان كلمة «ألوٰح» وردت مرة واحدة (بالألف الخنجرية) على شكل «ألوٰح»، وذلك حين وصف سبحانه سفينة نوح بأنها: «ذَاتِ أَلْوَاحٍ وَدُسُرٍ» سورة القمر: 13 ، لتبين أنها ألواح مختلفة، ولتوحي بالتصاقها ببعض، فلا ينفذ إليها الماء وتغرق الجارية.
ويوضح مفسرو القرآن الكريم، أن الله كتب الألواح والتوراة وأنزلها على موسى بعد أن عبد بنو إسرائيل العجل، وكان هذا بعد هلاك فرعون، وذلك لما ذهب موسى لملاقاة ربه أربعين ليلة، واستخلف أخاه هارون، وهو نبي مثله. ولما جاء موسى ووجدهم يعبدون العجل غضب غضباً شديداً، وألقى الألواح حتى تكسرت من شدة الغضب، وهذا فيه دليل على أنه ليس من رأى كمن سمع، ففي الأول أخبره الله أنهم عبدوا العجل، لكنه لم يغضب هذا الغضب الشديد إلا عندما رآهم بعينه يعبدون العجل، وقد عفا الله تعالى عنه مع كونه ألقى الألواح - وفيها كلام الله - حتى تكسرت من شدة الغضب، ثم أخذ برأس أخيه هارون وجره برأسه ولحيته لأنه تركهم يعبدون العجل. قال تعالى:
قَالَ يَإِبْنَ أُمْ لا تَأْخُذْ بِلِحْيَتِي وَلا بِرَأْسِي إِنِّي خَشِيتُ أَنْ تَقُولَ فَرَّقْتَ بَيْنَ بَنِي إِسْرَائِيلَ وَلَمْ تَرْقُبْ قَوْلِي [طه:94]، 
وقال تعالى: إِنَّ الْقَوْمَ اسْتَضْعَفُونِي وَكَادُوا يَقْتُلُونَنِي [الأعراف:150]

### القصة
وتتلخص قصة الألواح كما ذكرها القرآن بالآتي:
- وذلك أن الله واعد موسى أن يلاقيه عند جبل الطور في سيناء بعد ثلاثين ليلة ثم زادها الله عشرة فأصبحت أربعين فوصى موسى أخيه هارون بأن يحرص على قومه وذهب لملاقاة ربه .

﴿وَوَاعَدْنَا مُوسَى ثَلَاثِينَ لَيْلَةً وَأَتْمَمْنَاهَا بِعَشْرٍ فَتَمَّ مِيقَاتُ رَبِّهِ أَرْبَعِينَ لَيْلَةً وَقَالَ مُوسَى لِأَخِيهِ هَارُونَ اخْلُفْنِي فِي قَوْمِي وَأَصْلِحْ وَلَا تَتَّبِعْ سَبِيلَ الْمُفْسِدِينَ ۝١٤٢﴾ [الأعراف:142]
- ولما كلم الله موسى أنزل عليه الألواح

﴿قَالَ يَا مُوسَى إِنِّي اصْطَفَيْتُكَ عَلَى النَّاسِ بِرِسَالَاتِي وَبِكَلَامِي فَخُذْ مَا آتَيْتُكَ وَكُنْ مِنَ الشَّاكِرِينَ ۝١٤٤﴾ [الأعراف:144]
- لكن قوم موسى استضعفوا هارون وعبدوا العجل وأشركوا بالله

﴿وَاتَّخَذَ قَوْمُ مُوسَى مِنْ بَعْدِهِ مِنْ حُلِيِّهِمْ عِجْلًا جَسَدًا لَهُ خُوَارٌ أَلَمْ يَرَوْا أَنَّهُ لَا يُكَلِّمُهُمْ وَلَا يَهْدِيهِمْ سَبِيلًا اتَّخَذُوهُ وَكَانُوا ظَالِمِينَ ۝١٤٨﴾ [الأعراف:148]
- ولما عاد موسى ووجدهم قد أشركوا غضب غضباً شديداً وعنف أخيه وألقى الألواح من شدة غضبه ﴿وَلَمَّا رَجَعَ مُوسَى إِلَى قَوْمِهِ غَضْبَانَ أَسِفًا قَالَ بِئْسَمَا خَلَفْتُمُونِي مِنْ بَعْدِي أَعَجِلْتُمْ أَمْرَ رَبِّكُمْ وَأَلْقَى الْأَلْوَاحَ وَأَخَذَ بِرَأْسِ أَخِيهِ يَجُرُّهُ إِلَيْهِ قَالَ ابْنَ أُمَّ إِنَّ الْقَوْمَ اسْتَضْعَفُونِي وَكَادُوا يَقْتُلُونَنِي فَلَا تُشْمِتْ بِيَ الْأَعْدَاءَ وَلَا تَجْعَلْنِي مَعَ الْقَوْمِ الظَّالِمِينَ ۝١٥٠﴾ [الأعراف:150]

- ولما هدأ موسى وتاب قومه أخذ الألواح ثانية ﴿وَلَمَّا سَكَتَ عَنْ مُوسَى الْغَضَبُ أَخَذَ الْأَلْوَاحَ وَفِي نُسْخَتِهَا هُدًى وَرَحْمَةٌ لِلَّذِينَ هُمْ لِرَبِّهِمْ يَرْهَبُونَ ۝١٥٤﴾ [الأعراف:154]

## آراء وعدد الألواح
تباينت آراء المفكرين والعلماء والمفسرين في حقيقة ألواح النبي موسى، منها:
أورد الإمام ابن كثير في تفسيريه أن الألواح كانت من زمرد، وقيل: من ياقوت، وقيل: من برد.
وأورد الإمام الطبري في تفسيريه، أنه قد ورد عن علي – رضى الله عنه - قال: كتب الله الألواح لموسى عليه السلام، وهو يسمع صريف الأقلام في الألواح، عن سعيد بن جبير قال: أدناه حتى سمع صريف الأقلام.
يوضح الطبرى أنه قد قيل إن التوراة كانت سبعة أسباع، فلما ألقى موسى الألواح تكسرت، فرفع منها ستة أسباعها، وكان فيما رفع «تفصيل كل شيء»، الذي قال الله: «وَكَتَبْنَا لَهُ فِي الأَلْوَاحِ مِنْ كُلِّ شَيْءٍ مَوْعِظَةً وَتَفْصِيلا لِكُلِّ شَيْءٍ» وبقي الهدى والرحمة في السبع الباقي، وهو الذي قال الله: «أَخَذَ الأَلْوَاحَ وَفِي نُسْخَتِهَا هُدًى وَرَحْمَةٌ لِلَّذِينَ هُمْ لِرَبِّهِمْ يَرْهَبُونَ»، سورة الأعراف: 154.
وقد ورد عن جعفر بن أبي المغيرة قال: سألت سعيد بن جبير عن الألواح، من أي شيء كانت؟ قال: كانت من ياقوتة، كتابة الذهب، كتبها الرحمن بيده، فسمع أهل السموات صريف القلم وهو يكتبها، وعن مجاهد أو سعيد بن جبير قال: كانت الألواح زمردًا، فلما ألقى موسى الألواح بقي الهدى والرحمة، وذهب التفصيل.
وثمة من يرى أن الألواح كانت قبل نزول التوراة، وهي غير التوراة.

### عددها
يعتقد المسلمون أن الألواح كانت ستة ألواح ثم رُفع منها اثنان فبقيت أربعة.

## معرض صور

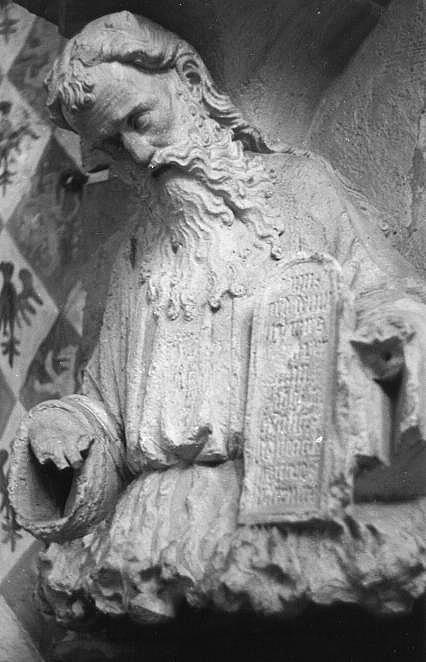
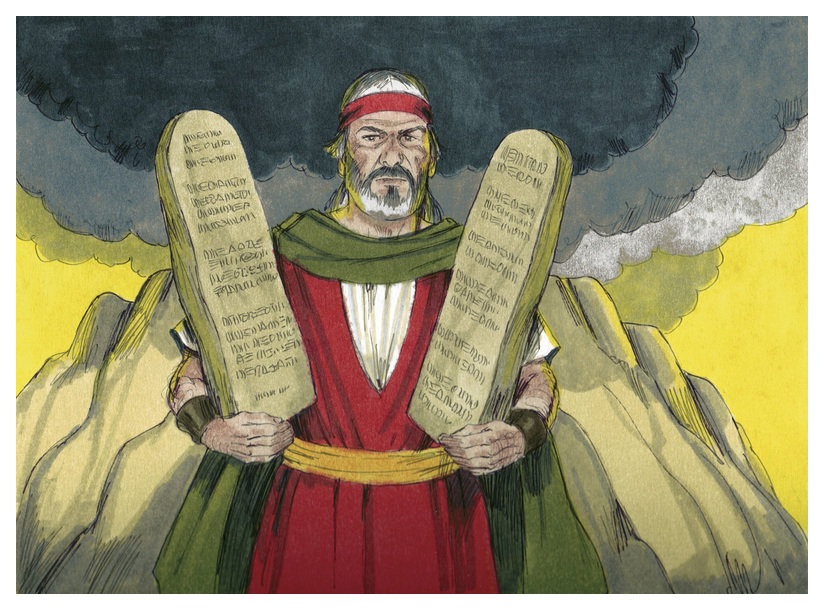
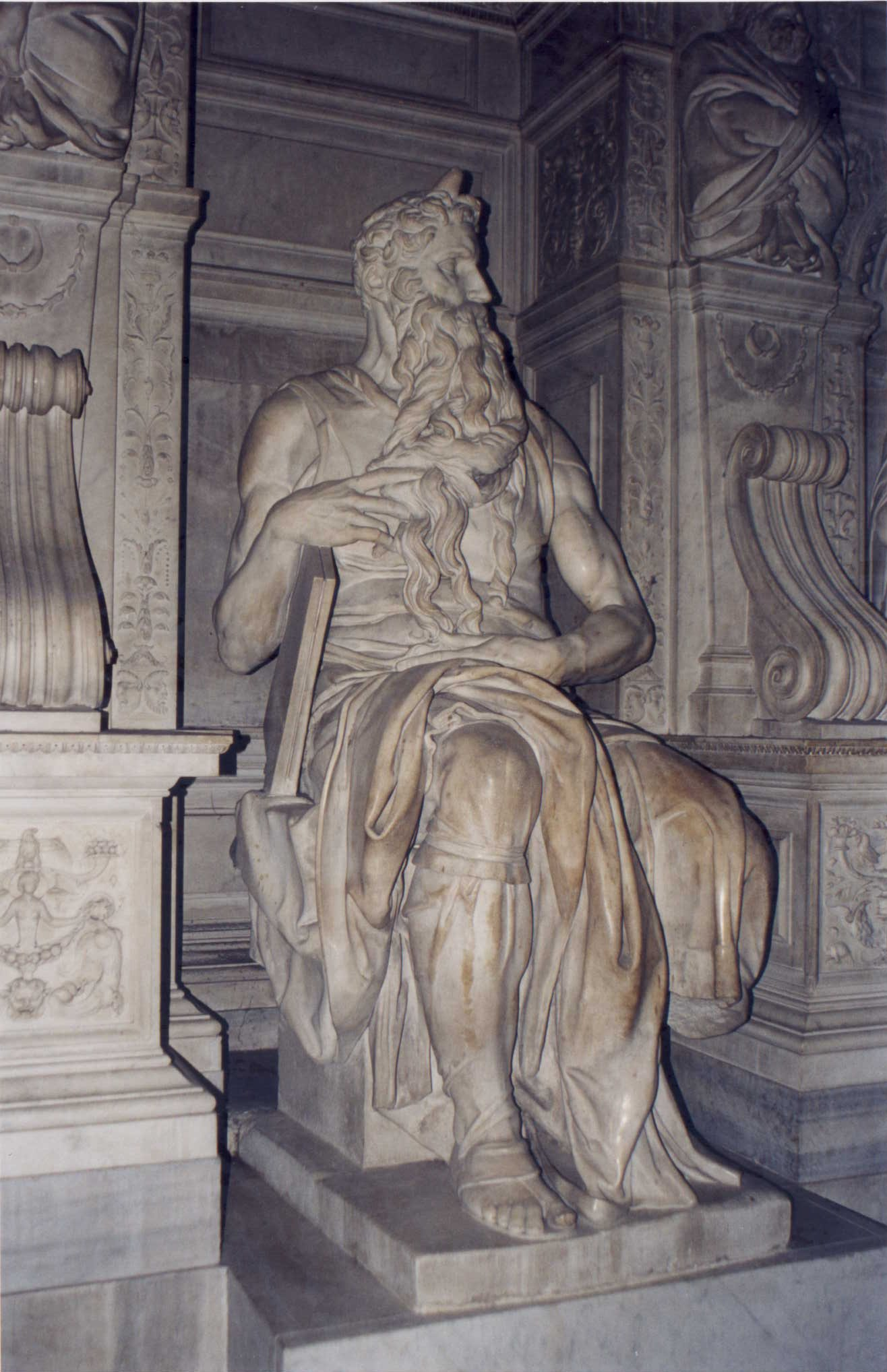
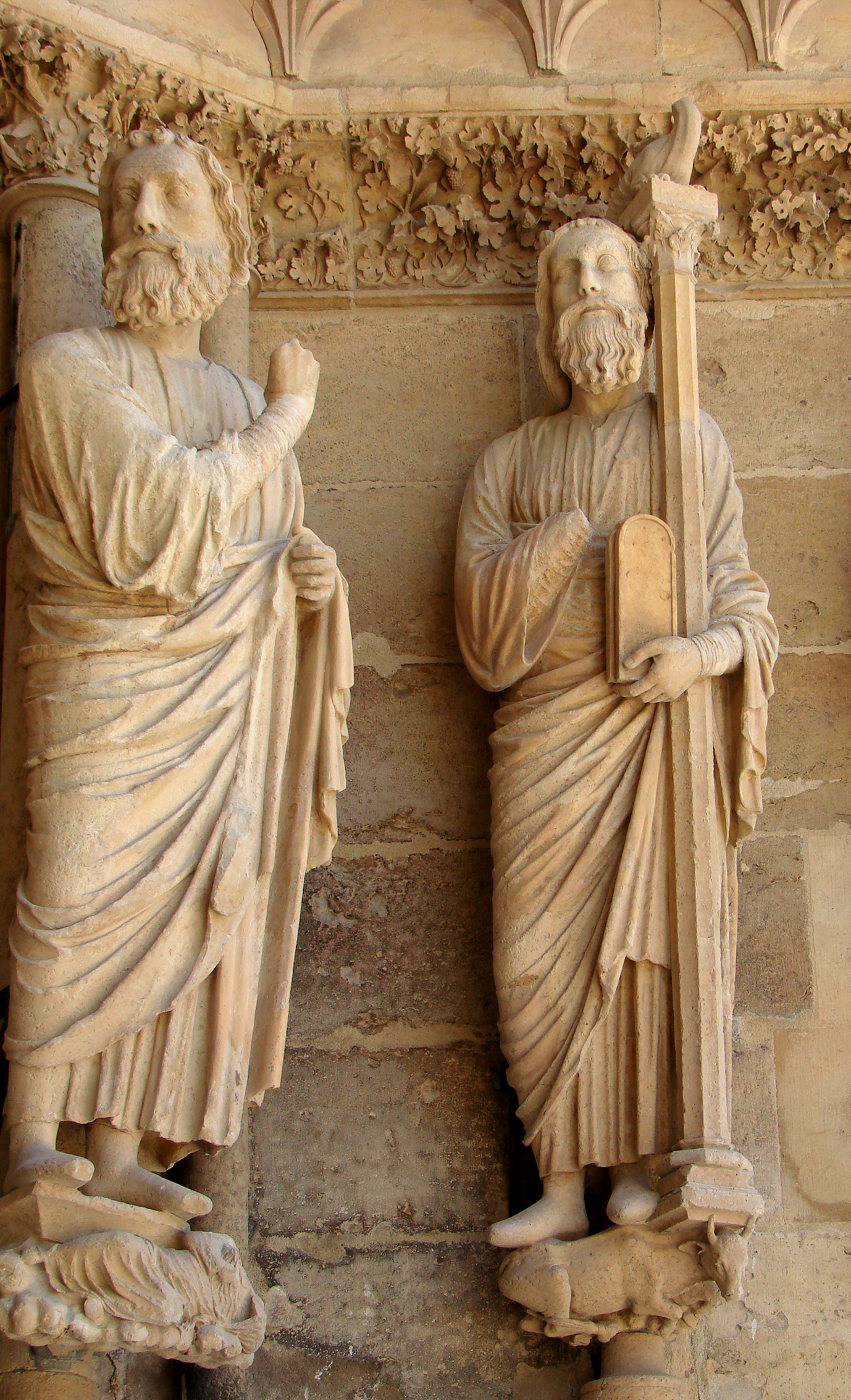
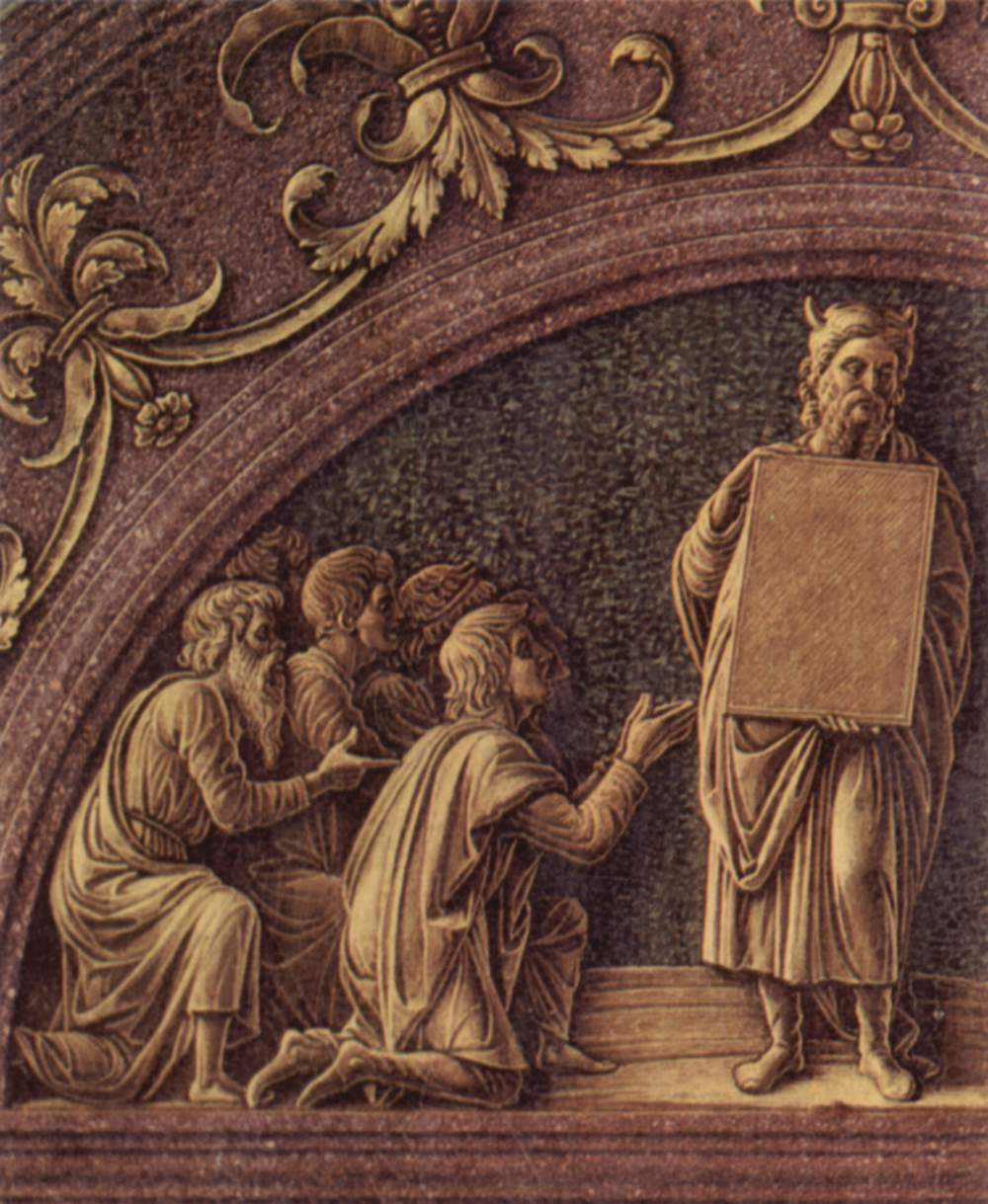

## وصلات خارجية
- موسى والتوحيد: أكثر من 200 إضافة نوعية قرآنية
- الزعم أن القرآن خالف التوراة في عدد ألواح موسى عليه السلام